# Recettore GPBAR1

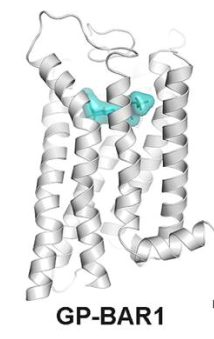
Struttura di GP-BAR1

Il recettore GP-BAR1 (dall'inglese G protein-coupled bile acid receptor, noto anche come TGR5) è un recettore di membrana accoppiato a una proteina G stimolatoria. Il ligando endogeno di questo recettore sono gli Acidi biliari.

## Localizzazione
Il recettore è altamente espresso lungo il tratto intestinale, con la massima espressione a livello dell’ileo e colon. Nonostante il fegato sia sicuramente il principale organo bersaglio degli acidi biliari, l’espressione di tale recettore nel fegato non è predominante. Esso è espresso oltre che nel tratto intestinale anche nelle cellule epatiche sinusoidali endoteliali, nelle cellule epiteliali della cistifellea, e nelle cellule di Kupffer (macrofagi del fegato). GP-BAR1 è espresso inoltre anche a livello del tessuto adiposo bianco e bruno, milza, rene, pancreas, polmoni, macrofagi, e nel sistema nervoso centrale.

## Funzioni
La presenza di tale recettore nelle cellule epatiche sinusoidali determina in seguito alla sua attivazione, un aumento dell’attività dell’enzima eNOS che protegge l’endotelio epatico dallo stress ossidativo e dalla perossidazione dei lipidi, suggerendo che il recettore potrebbe essere coinvolto nella regolazione del microcircolo epatico. A livello dei macrofagi, invece, determina una modulazione negativa di NF-κB, un fattore di trascrizione che induce l’espressione di geni responsabili della produzione di proteine pro-infiammatorie, determinando una riduzione del rilascio
di citochine come IL-6, IL-8, TNF-α. L’attivazione delle cellule entero-endocrine di tipo L, invece, induce secrezione di un ormone glucagone simile (GLP-1) che, interagendo con recettori delle cellule pancreatiche, determina aumento dei livelli di cAMP e di ioni Ca++ intracellulari, favorendo il rilascio di insulina e regolando dunque i livelli ematici di glucosio e la glicemia post prandiale. Il recettore è anche coinvolto nella regolazione del dispendio energetico con aumento del metabolismo basale, prevenendo l’obesità e la resistenza all’insulina. Questo avviene mediante la sua attivazione nei tessuti metabolici (tessuto adiposo bruno e muscolo scheletrico) con conseguente induzione dell’enzima iodotironina deiodinasi (D2), responsabile della conversione della forma inattiva dell’ormone tiroideo T4 nella sua forma attiva T3, che porta di conseguenza ad un aumento della fosforilazione ossidativa nei mitocondri e dunque ad un maggiore dispendio di energie. Infine analogamente al recettore nucleare FXR, il recettore GP-BAR1 regola l’omeostasi degli acidi biliari e del colesterolo, reprimendo la sintesi di acidi biliari nel fegato e il loro recupero dalle vie biliari, aumentando l’associazione di colesterolo in LDL anziché in HDL e riducendo l’accumulo di trigliceridi nel fegato e nel circolo ematico.

## Agonisti endogeni
L’attività degli acidi biliari su GPBAR1 è struttura-dipendente. L'acido Litocolico (LCA) e la sua forma tauro-coniugata, Acido Taurolitocolico (TLCA) rappresentano i più potenti agonisti di GP-BAR1.

## Applicazioni terapeutiche
Data la moltitudine di effetti derivanti dalla sua attivazione, si evince come GP-BAR1 possa essere sfruttato, oltre che per patologie infiammatorie e immunitarie, anche per aterosclerosi, obesità, iperglicemia, steatosi epatica, disturbi che vengono inglobati in quella che viene definita sindrome metabolica. Le cellule di Kuppfer, liberando le citochine IL-6, IL-8 e TNF-α, sono coinvolte nello sviluppo di una patologia nota come NAFLD (Non-Alcoholic Fat Liver Disease) e dunque GP-BAR1 assume ruolo protettivo contro la steatosi epatica. Questo rende, dunque, GP-BAR1 un bersaglio per la prevenzione di patologie infiammatorie croniche. L’attivazione delle cellule entero-endocrine di tipo L, comporta il rilascio dell'ormone GLP-1 che interagendo con recettori delle cellule pancreatiche, determina il rilascio di insulina e regolando dunque i livelli ematici di glucosio e la glicemia post prandiale. Il recettore è anche coinvolto nella regolazione del dispendio energetico con aumento del metabolismo basale, prevenendo l’obesità e la resistenza all’insulina grazie alla conversione degli ormoni tiroidei. Recenti studi hanno evidenziato che il recettore GP-BAR1 è un mediatore fisiologico del prurito per cui la sua possibile applicazione terapeutica, soprattutto di agonisti duali di FXR e GP-BAR1, attualmente risulta limitata. Si sta perciò cercando di progettare molecole agoniste di FXR con antagonismo su GP-BAR1 raggirando questo effetto collaterale. Studi di docking molecolare hanno evidenziato che il gruppo ossidrile in posizione 3 è la caratteristica strutturale determinante per l'attivazione del recettore quindi la sua rimozione comporta la modulazione negativa del recettore.